# Crocidura wuchihensis
Crocidura wuchihensis är en däggdjursart som beskrevs av Wang 1966. Crocidura wuchihensis ingår i släktet Crocidura och familjen näbbmöss. IUCN kategoriserar arten globalt som otillräckligt studerad. Inga underarter finns listade i Catalogue of Life.
Denna näbbmus förekommer i bergstrakter på den kinesiska ön Hainan. Individer som hittades i norra Vietnam tillhör kanske denna art. Crocidura wuchihensis vistas i regioner som ligger 1300 till 1500 meter över havet. Den lever där i skogar.
Fem exemplar från Vietnam var 59 till 65 mm långa (huvud och bål), svanslängden var 37 till 42 mm och de hade 10 till 13 mm långa bakfötter samt 6 till 9 mm stora öron. Hos dessa individer var håren på ovansidan mörkgråa nära roten, gråbruna i mitten och silverfärgad vid spetsen. Pälsen på undersidan var inte lika brunaktig. Svansen var brun med en lite ljusare undersida.